# 牧の方
牧の方（まきのかた、生没年不詳）は、平安時代末期から鎌倉時代初期の女性。鎌倉幕府の初代執権・北条時政の継室。
『愚管抄』では父が大舎人允宗親、兄が大岡判官時親とする。『吾妻鏡』では武者所宗親、大岡備前守時親ともに牧の方の兄弟とする（武者所宗親と大岡備前守時親の続柄に言及はない）。なお牧宗親を平治の乱後に源頼朝の助命に尽くしたとされる池禅尼の甥藤原宗親と同一人物とする説に従うと、牧の方は池禅尼の姪という関係となり、頼朝からも大事にされたことが推測される。子は北条政範、平賀朝雅室（後に藤原国通室）、宇都宮頼綱室、坊門忠清室など。

## 生涯
夫・時政とはかなり年齢が離れていたが、その仲は睦まじかったと言われている。時政との婚姻時期は不明であるが、杉橋隆夫は平治の乱以前に婚姻していたとする説を唱えている。しかし『愚管抄』に牧の方を「時正（時政）ワカキ妻」と表現していることや政範の誕生時期から異論も多く、坂井孝一は前妻の子と推定される北条時房の誕生後に時政が前妻と死別したために牧の方と再婚したとする説を取り、細川重男は頼朝の挙兵後（恐らくは関東制圧後）としている。本郷和人も細川の見解を妥当とする。なお、杉橋も細川も北条氏と牧氏の関係が早い時期からのものであることでは見解が一致しており、細川は時政の前妻が産んだ嫡男北条宗時の烏帽子親は牧宗親であった可能性を指摘している。
寿永2年（1182年）11月、産後の継娘・政子に夫・源頼朝の浮気を伝え、政子が牧の方の兄宗親に命じて頼朝の愛妾・亀の前の屋敷を打ち壊させる騒動を引き起こしている。
元久2年（1205年）6月、時政による畠山重忠の乱が起こるが、これは時政と牧の方の娘婿で京都守護として京に滞在する平賀朝雅が、重忠の子重保のことを牧の方に讒言し、それを聞いた牧の方が時政に讒訴したためであると言われている。さらに同年7月、彼女は時政と共謀して三代将軍・源実朝を廃し、娘婿の朝雅を新将軍に擁立することを計画し、幕政の実権を掌握しようとした。しかし、この計画を知った北条政子・義時姉弟による反撃を受けて、閏7月20日に時政と共に出家し、その後、義時の手によって伊豆国に流された。朝雅もまた京で討たれている（牧氏事件）。
朝雅の妻だった娘は公家の権中納言・藤原国通に再嫁し、牧の方は時政の死後、京都の娘夫妻の元に身を寄せ、贅沢に暮らしていたという。嘉禄3年（1227年）3月に国通の邸で夫・時政の13回忌を行い、一族を引き連れて諸寺詣を行っている様子が『明月記』に記され、筆者の藤原定家はこの時の牧の方の振る舞いを批判している。
没年については明確でないが、『明月記』寛喜元年（1229年）6月11日条に、藤原為家室（宇都宮頼綱の娘で、牧の方の孫に当たる）の費用負担により四十九日仏事を行ったとする記載があり、これが牧の方の仏事であるとすると、同年4月22日に死去したことになる。

## 関連作品
戯曲
- 牧の方（1896年） - 作：坪内逍遥

テレビドラマ
- 北条政子（1970年、テレビ朝日） - 演：岩崎加根子
- 新・平家物語（1972年、NHK大河ドラマ） - 演：喜多道枝
- 草燃える（1979年、NHK大河ドラマ） - 演：大谷直子
- 義経（2005年、NHK大河ドラマ）- 演：田中美奈子
- 平清盛（2012年、NHK大河ドラマ） - 演：築山万有美
- 鎌倉殿の13人（2022年、NHK大河ドラマ） - 演：宮沢りえ（名前は「りく」と設定されている）